# گوبال

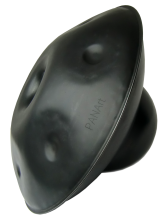
گوبال

گوبال یک ساز است که شرکت سوییسی PANArt Hang Manufacturing آن را توسعه داده است.  این ساز بعد از ساز هنگ اولین ساز است که این شرکت تولید کرده است. گوبال در تابستان ۲۰۱۳ در بیستمین سالگرد شرکت PANArt معرفی شد.